# Michał Kamiński (polityk)

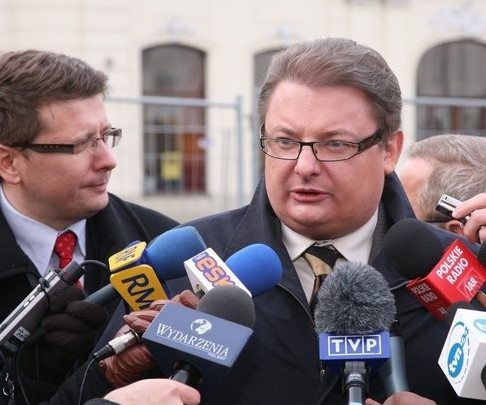
Michał Kamiński jako rzecznik prezydenta Lecha Kaczyńskiego podczas jednej z konferencji prasowych (2007)

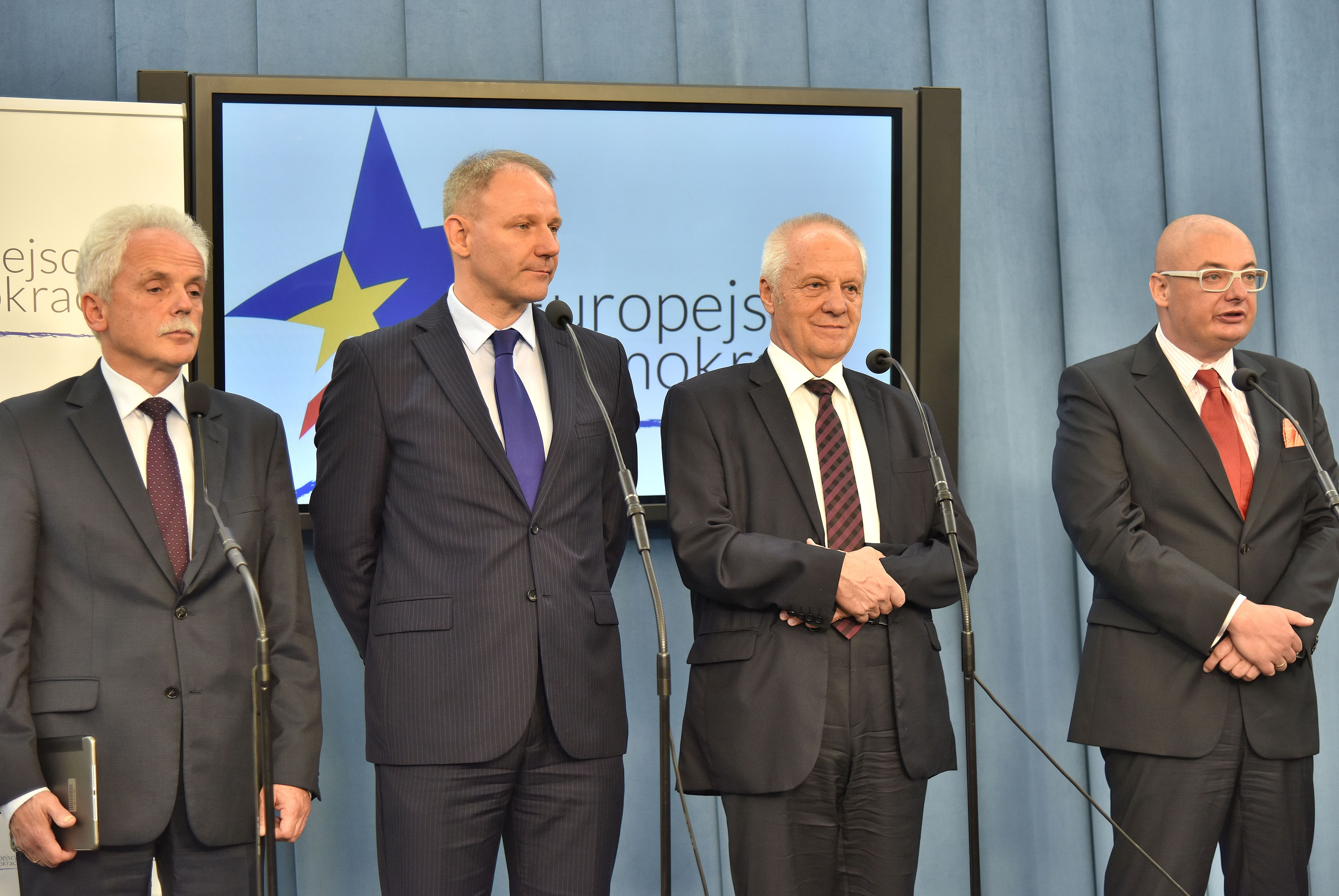
W Sejmie razem z członkami koła poselskiego Europejscy Demokraci: Stanisławem Huskowskim, Jackiem Protasiewiczem i Stefanem Niesiołowskim (2016)

Michał Tomasz Kamiński (ur. 28 marca 1972 w Warszawie) – polski polityk. Poseł na Sejm III, IV i VIII kadencji, poseł do Parlamentu Europejskiego V, VI i VII kadencji, w latach 2007–2009 rzecznik prasowy prezydenta Lecha Kaczyńskiego, w 2015 sekretarz stanu w Kancelarii Prezesa Rady Ministrów, senator X i XI kadencji, od 2019 wicemarszałek Senatu X i XI kadencji.

## Życiorys
Absolwent XLIX Liceum Ogólnokształcącego im. Johanna Wolfganga Goethego w Warszawie; studiował stosunki międzynarodowe na Uniwersytecie Warszawskim. W 2008 ukończył studia licencjackie, a w 2014 magisterskie w Wyższej Szkole Stosunków Międzynarodowych i Amerykanistyki w Warszawie.
Działał w Narodowym Odrodzeniu Polski, następnie został członkiem założycielem Zjednoczenia Chrześcijańsko-Narodowego i asystentem szefa tej partii, Wiesława Chrzanowskiego. Drukował artykuły w periodyku „Młodzież Narodowa”. Był dziennikarzem radiowym i prasowym oraz dyrektorem rozgłośni radiowych w Bydgoszczy i Łomży. Podczas wyborów prezydenckich w 1995 został rzecznikiem prasowym komitetu wyborczego Hanny Gronkiewicz-Waltz.
W 1997 wybrano go w okręgu łomżyńskim z ramienia Akcji Wyborczej Solidarność na posła III kadencji. Do 2001 należał do ZChN, w latach 1996–2000 był rzecznikiem prasowym tej partii. Później działał w Przymierzu Prawicy (2001–2002). W 2002 został członkiem Prawa i Sprawiedliwości, zasiadał we władzach krajowych tego ugrupowania. W 2001 uzyskał po raz drugi mandat poselski z listy PiS w okręgu białostockim. W Sejmie był członkiem Komisji Rolnictwa i Rozwoju Wsi oraz Komisji Spraw Zagranicznych. W 1999 w jednej z dziennikarskich ankiet wybrano go na najlepszego mówcę parlamentu.
W 1999 udał się razem z Markiem Jurkiem i Tomaszem Wołkiem do Wielkiej Brytanii, by spotkać się z osadzonym w areszcie domowym generałem Augustem Pinochetem. W czasie wyjazdu wręczył generałowi pamiątkowy ryngraf z Matką Boską. W 2005 Michał Kamiński stwierdził, że wyjazd ten był błędem, a on sam dopiero później miał poznać prawdę o generale.
Od maja do czerwca 2004 był posłem do Parlamentu Europejskiego V kadencji w ramach delegacji krajowej. W 2004 uzyskał mandat posła do PE VI kadencji, który wykonywał do 2007. Od 23 lipca 2007 do 16 kwietnia 2009 był sekretarzem stanu w Kancelarii Prezydenta RP, odpowiedzialnym za politykę medialną (zastąpił na stanowisku rzecznika prasowego Macieja Łopińskiego). W 2009 po raz drugi został wybrany na deputowanego do PE z okręgu wyborczego Warszawa I.
Był kandydatem Europejskich Konserwatystów i Reformatów na jednego z 14 wiceprzewodniczących PE VII kadencji. Do wyborów stanął także Edward McMillan-Scott z tej samej frakcji, w głosowaniu Michał Kamiński przegrał, otrzymując najmniejsze poparcie spośród wszystkich kandydatów. Został jednocześnie przewodniczącym frakcji ECR, po rezygnacji jednego z torysów. Wkrótce po tej nominacji w mediach brytyjskich pojawiły się opinie określające go mianem homofoba i rasisty, powołujące się na działalność Michała Kamińskiego w Narodowym Odrodzeniu Polski, wspieranie Augusto Pinocheta, przypominane były wypowiedzi polityka dotyczące sprawy pogromu w Jedwabnem i homoseksualistów.
W listopadzie 2010 wystąpił z PiS. W związku z jego uczestnictwem w nowym projekcie Polska Jest Najważniejsza zrezygnował z kierowania frakcją Europejscy Konserwatyści i Reformatorzy w Europarlamencie. Nie zaangażował się w aktywny sposób w działalność partii PJN. W kwietniu 2012 ukazała się książka Koniec PiS-u, wywiad rzeka z Michałem Kamińskim przeprowadzony kilka miesięcy wcześniej przez Andrzeja Morozowskiego. W lutym 2013 m.in. wraz z Kazimierzem Marcinkiewiczem i Romanem Giertychem założył think tank Instytut Myśli Państwowej.
W wyborach europejskich w 2014 był kandydatem Platformy Obywatelskiej z pierwszego miejsca na liście w okręgu lubelskim, nie uzyskał reelekcji. 3 lutego 2015 został sekretarzem stanu w Kancelarii Prezesa Rady Ministrów, obejmując nadzór nad Centrum Informacyjnym Rządu.
W wyborach parlamentarnych w 2015 z powodzeniem ubiegał się o mandat poselski z listy Platformy Obywatelskiej w okręgu wyborczym nr 20, zdobywając 5877 głosów. Pod koniec maja 2016 został na miesiąc zawieszony w prawach członka klubu parlamentarnego PO. W lipcu 2016 został wykluczony z klubu i partii (której członkiem został niedługo wcześniej). We wrześniu 2016 wraz z innymi byłymi posłami PO współtworzył koło poselskie Europejscy Demokraci, a w listopadzie tego samego roku partię Unia Europejskich Demokratów (przekształconą z Partii Demokratycznej), w której został członkiem zarządu. W październiku 2017 wydał powieść – thriller polityczny pod tytułem 15 sierpnia. W styczniu 2018, jako przedstawiciel UED, wstąpił do klubu poselskiego PSL (aby liczył on potrzebną do istnienia liczbę posłów). W następnym miesiącu wraz z innymi posłami UED współtworzył federacyjny klub PSL-UED, zasiadając w jego prezydium.
W wyborach w 2019 został wybrany w skład Senatu X kadencji. Kandydował z ramienia PSL w okręgu nr 41, otrzymując 176 496 głosów. 12 listopada 2019 został wicemarszałkiem Senatu. W 2023 jako kandydat koalicji Trzecia Droga z powodzeniem ubiegał się o senacką reelekcję, zdobywając 198 074 głosów. 13 listopada tegoż roku wybrany na wicemarszałka Senatu XI kadencji. W 2024 startował bezskutecznie w wyborach europejskich jako lider listy Trzeciej Drogi w okręgu szczecińsko-gorzowskim. Następnie został wiceprzewodniczącym UED.

## Wyniki w wyborach ogólnopolskich
| Wybory | Komitet wyborczy                  | Komitet wyborczy           | Organ                              | Okręg           | Wynik            |
| ------ | --------------------------------- | -------------------------- | ---------------------------------- | --------------- | ---------------- |
| 1997   |                                   | Akcja Wyborcza Solidarność | Sejm III kadencji                  | nr 26           | 20 806 (18,38%)  |
| 2001   |                                   | Prawo i Sprawiedliwość     | Sejm IV kadencji                   | nr 24           | 11 035 (2,77%)   |
| 2004   | Parlament Europejski VI kadencji  | Prawo i Sprawiedliwość     | nr 4                               | 99 702 (15,50%) |                  |
| 2009   | Parlament Europejski VII kadencji | Prawo i Sprawiedliwość     | nr 4                               | 88 791 (10,74%) |                  |
| 2014   |                                   | Platforma Obywatelska      | Parlament Europejski VIII kadencji | nr 8            | 23 264 (5,82%)   |
| 2015   | Sejm VIII kadencji                | Platforma Obywatelska      | nr 20                              | 5877 (1,20%)    |                  |
| 2019   |                                   | Polskie Stronnictwo Ludowe | Senat X kadencji                   | nr 41           | 176 496 (58,56%) |
| 2023   |                                   | Trzecia Droga              | Senat XI kadencji                  | nr 41           | 198 074 (53,44%) |
| 2024   | Parlament Europejski X kadencji   | Trzecia Droga              | nr 13                              | 19 490 (2,57%)  |                  |

## Życie prywatne
Syn Andrzeja i Grażyny. Ma żonę Annę i dwie córki, Antoninę i Anastazję. Był wychowany w duchu katolickim. W wieku 45 lat przestał całkowicie uczestniczyć w publicznych praktykach religijnych. Określa się jako antyklerykał i agnostyk. Zadeklarował się jako zwolennik likwidacji Funduszu Kościelnego i przeciwnik finansowania zajęć lekcji religii z budżetu państwa. W 2016 zdiagnozowano u niego cukrzycę typu 2.

## Odznaczenia i wyróżnienia
- Order „Za Zasługi” III klasy (2008, Ukraina)[36]
- Krzyż Wielki Orderu Zasługi (2008, Portugalia)[37]
- Honorary Officer Narodowego Orderu Zasługi (2009, Malta)[38]
- Krzyż Komandorski Orderu Zasługi (2009, Węgry)[39]
- Krzyż Komandorski Orderu „Za zasługi dla Litwy” (2009, Litwa)[40]
- Prezydencki Order Doskonałości (2010, Gruzja)[41]
- Nagroda Europejskiego Parlamentu Żydowskiego (2014)[42]